# اصطلاحات موج‌سواری
این واژه‌نامه، اصطلاحات پرکاربرد در ورزش موج‌سواری را توضیح می‌دهد. برخی از این اصطلاحات، علاوه بر موج‌سواران، در بین مردم عادی هم رایج شده‌اند. این اصطلاحات در ابتدا توسط خود موج‌سواران ابداع شده‌اند.

## دربارهٔ آب

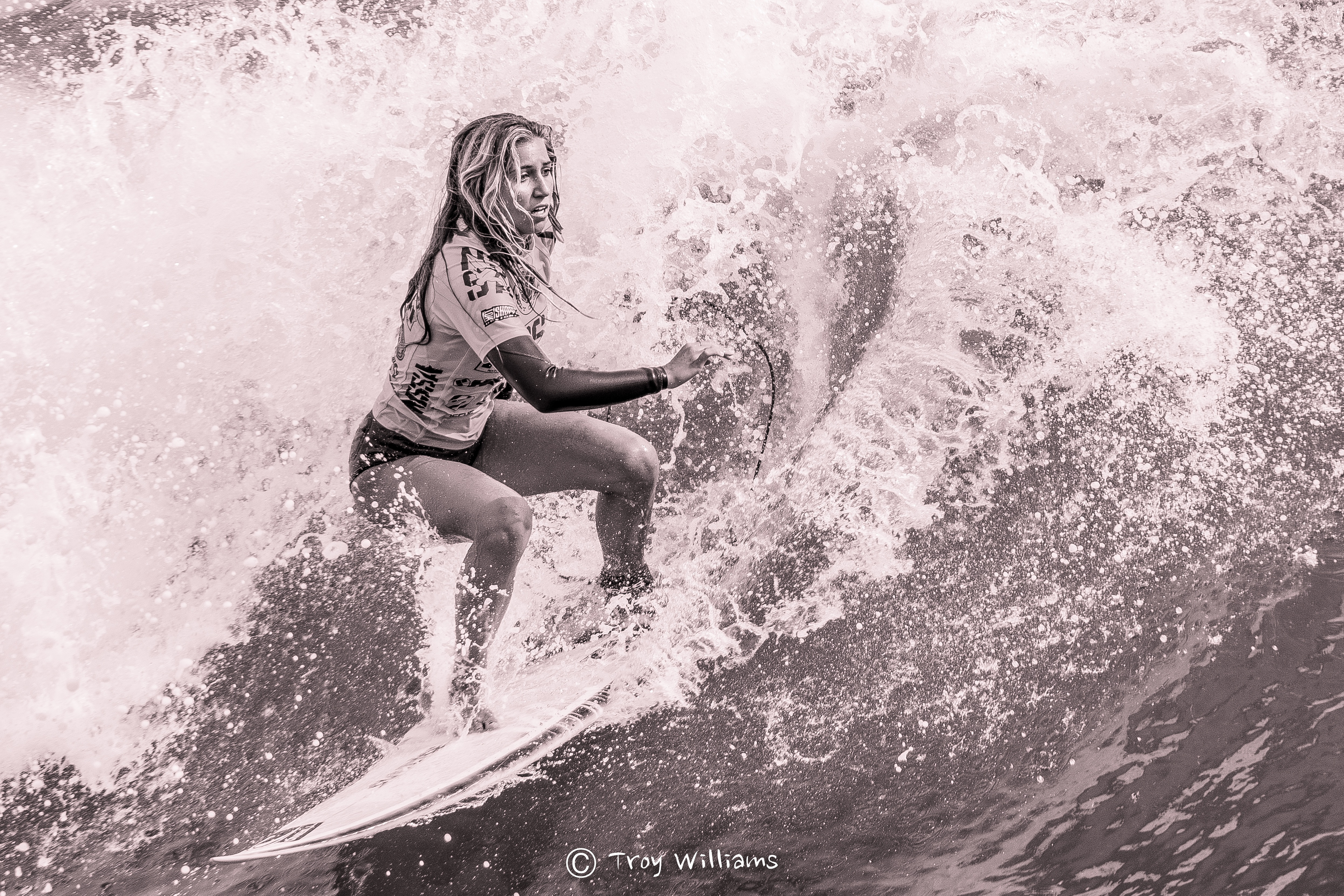
مسابقات NSSA، اسکله هانتینگتون بیچ

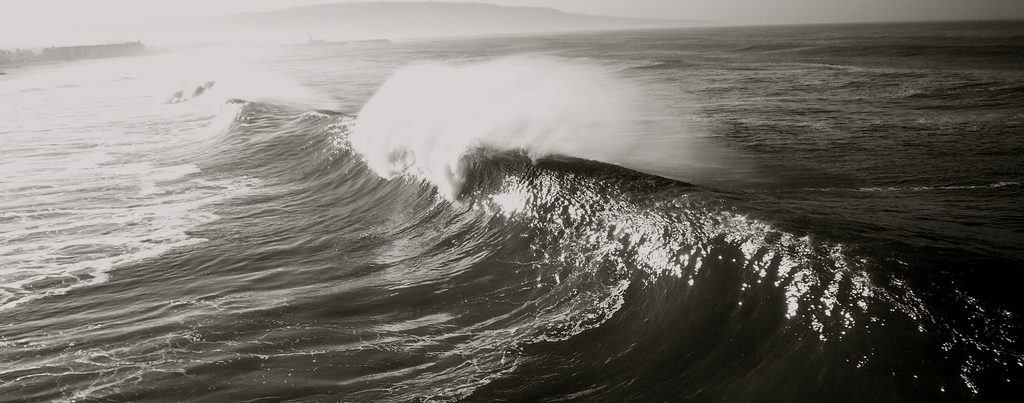
موج‌های متلاطم در حال شکستن در ساحل هرموسا، کالیفرنیا

- A-Frame: (موج A شکل) موجی با قله‌ای که شبیه A است و به موج‌سواران اجازه می‌دهد به چپ یا راست بروند، در حالی که هر دو طرف دارای یک شانه تمیز برای کار است.
- Barrel: (لول، دالان، بشکه، اتاق سبز) این حالت زمانی اتفاق می‌افتد که یک موج بزرگ غلت می‌خورد و یک دالان هوای افقی موقت را با موج‌سوار در داخل آن محصور می‌کند.
- Beach break: (موج ساحلی) منطقه‌ای با امواجی که به اندازه کافی خوب هستند که درست در کنار ساحل بشکنند، یا در یک ساحل شنی دورتر از ساحل بشکنند
- Big sea: (دریای بزرگ) موج‌سواری بزرگ، بدون شکست
- Blown out: (خراب شدن موج) زمانی که امواجی که در غیر این صورت خوب بودند توسط باد خیلی متلاطم شده‌اند
- Bomb: (بمب) یک مجموعه‌موج فوق‌العاده بزرگ
- Bottom: (کف) به کف اقیانوس، یا به پایین‌ترین قسمت موج که توسط یک موج‌سوار سوار می‌شود اشاره دارد.
- Channel: (کانال) یک نقطه عمیق در ساحل که امواج معمولاً در آن نمی‌شکنند، می‌تواند توسط یک جریان شکاف که آب را به دریا می‌کشد ایجاد شود و توسط موج‌سواران برای پارو زدن به سمت امواج استفاده می‌شود.
- Chop or choppy: (موج خرد شده) امواجی که در معرض بادهای متقاطع قرار می‌گیرند، سطح ناهمواری دارند و به‌طور تمیز نمی‌شکنند
- Close-out: (بسته شدن موج) گفته می‌شود که یک موج «بسته» است، وقتی که در هر موقعیتی در امتداد صورت به‌طور همزمان می‌شکند و بنابراین نمی‌توان آن را موج‌سواری کرد.
- Crest: (تاج) بالاترین قسمت موج یا قله، درست قبل از اینکه موج شروع به شکستن کند
- Curl: (حلقه) قسمت واقعی موج که در هنگام شکستن موج در حال سقوط یا حلقه زدن است
- Face: (صورت) سطح رو به جلو از یک موج در حال شکستن
- Flat: (موج صاف) بدون موج
- Glassy: (شیشه‌ای) وقتی امواج (و سطح کلی آب) بسیار صاف هستند و باد مزاحم آن‌ها نمی‌شود.
- Gnarly: (خشن) بزرگ، دشوار و خطرناک (معمولاً برای امواج به کار می‌رود)
- Green: (سبز) بخش نشکسته موج، که گاهی به آن شانه موج نیز گفته می‌شود.
- Inshore: (داخل ساحل) جهت به سمت ساحل از موج‌سواری، همچنین می‌تواند به جهت باد که از اقیانوس به ساحل می‌وزد اشاره داشته باشد.
- Line-up: (صف) منطقه‌ای که بیشتر امواج شروع به شکستن می‌کنند و بیشتر موج‌سواران برای گرفتن موج در آنجا قرار می‌گیرند.
- Mushy: (نرم) موجی با فشار بسیار کم
- Off the hook: (فوق‌العاده) یک عبارت صفتی به این معنی که امواج فوق‌العاده خوب عمل می‌کنند
- Outside: (بیرون) هر نقطه‌ای از دریا که از امواج شکسته معمولی دورتر است.
- Peak: (قله) بالاترین نقطه روی موج
- Pocket: (جیب) ناحیه‌ای از موج که نزدیک‌ترین به حلقه یا کف سفید است. جایی که اگر می‌خواهید بیشترین سرعت را ایجاد کنید باید موج‌سواری کنید. شیب‌دارترین قسمت موج که به عنوان منطقه انرژی نیز شناخته می‌شود.
- Pounder: (کوبنده) یک موج شکسته غیرمعمول سخت
- Point break: (موج نقطه‌ای) منطقه‌ای که یک نقطه صخره‌ای زیر آب امواجی را ایجاد می‌کند که برای موج‌سواری مناسب هستند.
- Riptide: (جریان شکافنده) یک جریان دریایی قوی که در اثر کشش آب از طریق یک ورودی در امتداد یک ساحل ایجاد می‌شود، در یک تالاب یا تفرجگاه ساحلی که آب جزر و مدی به‌طور پیوسته در هنگام جزر و مد به دریا می‌ریزد.
- Sections: (بخش‌ها) قسمت‌هایی از موج در حال شکستن که قابل سوار شدن هستند.
- Sectioning: (برش) موجی که به‌طور یکنواخت نمی‌شکند، جلوتر از خود می‌شکند.
- Set waves: (مجموعه موج) گروهی از امواج با اندازه بزرگتر در یک موج بزرگ
- Shoulder: (شانه) قسمت نشکسته یک موج در حال شکستن
- Surf's up: (موج‌ها بالاست) عبارتی که زمانی استفاده می‌شود که امواجی برای موج‌سواری وجود دارد.
- Swell: (موج بلند) مجموعه‌ای از امواج که از منبع خود در یک طوفان دور سفر کرده‌اند و هنگامی که موج به اندازه کافی کم عمق می‌رسد، شروع به شکستن می‌کنند.
- Trough: (فرورفتگی) قسمت پایین موج شکسته نشده و زیر قله، قسمت پایین بین امواج
- Undertow: (جریان زیرین) یک جریان زیرین که وقتی امواج به ساحل نزدیک می‌شوند به سمت ساحل حرکت می‌کند.
- Wall: (دیوار) بخشی از چهره موج که از شانه تا قسمت شکسته امتداد دارد، جایی که موج نشکسته است و موج‌سوار برای سوار شدن بر موج مانور می‌دهد.
- Wedge: (گوه) دو موج که از زوایای جهت کمی متفاوت حرکت می‌کنند و هنگام ادغام شدن یک گوه را تشکیل می‌دهند، جایی که قسمت گوه‌ای دو موج معمولاً بسیار سخت‌تر از خود امواج می‌شکند.
- Whitecaps: (کف سفید) تاج کف روی امواج
- Whitewater: (آب سفید) در یک موج در حال شکستن، آب به صورت یک برآمدگی تلاطم و کف به نام «آب سفید» یا «سوپ» ادامه می‌یابد.

## شگردها و مانورها

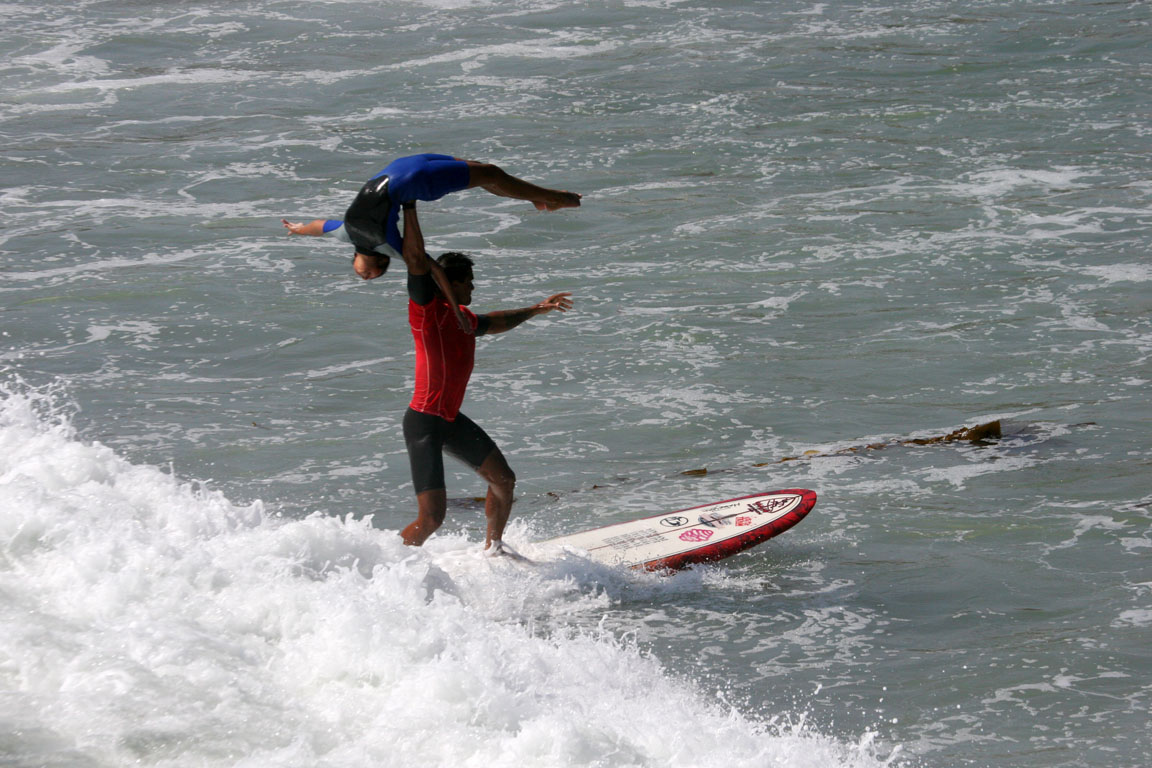
موج‌سواری دو نفره

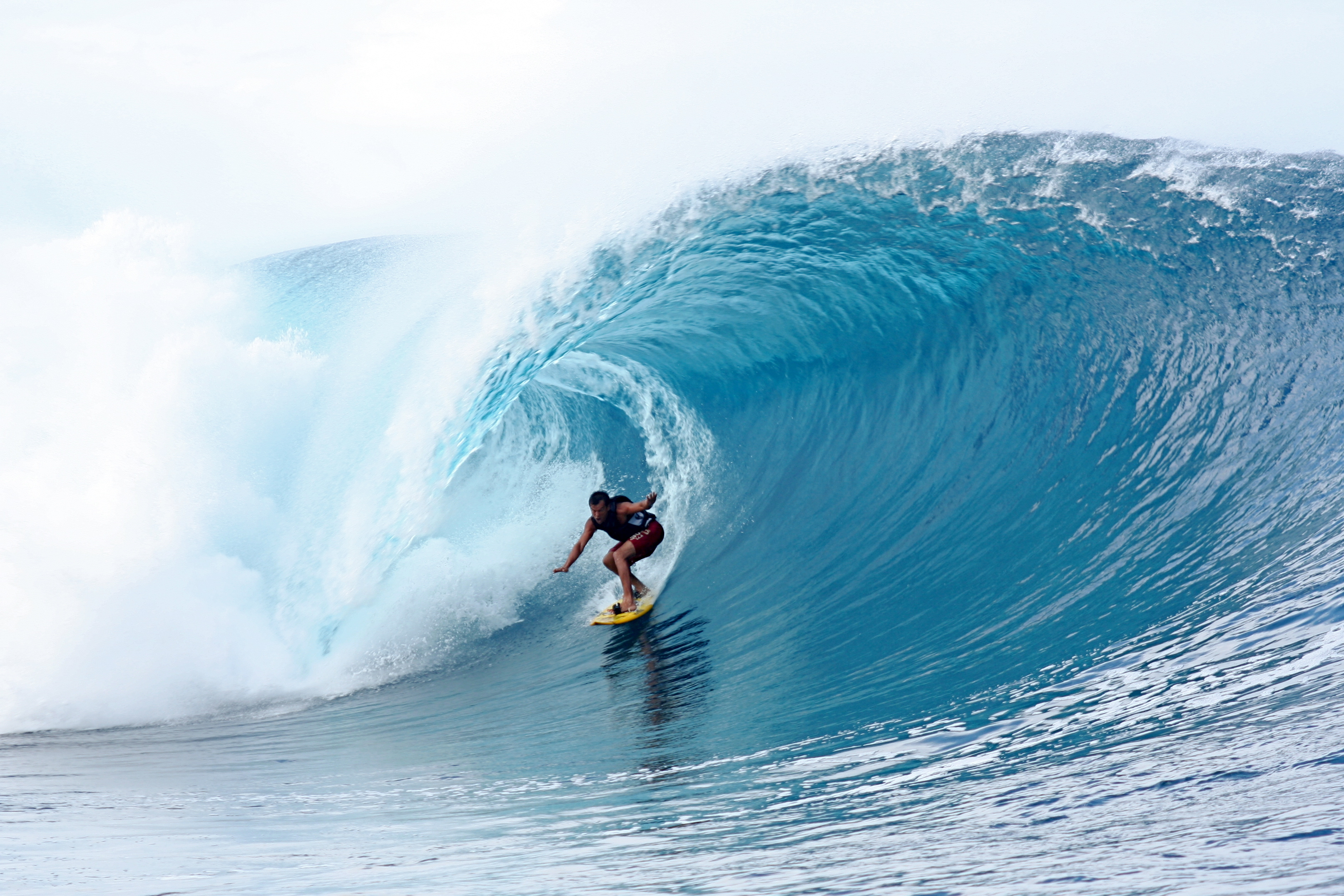
لوله‌سواری در تیهوپو (تاهیتی)

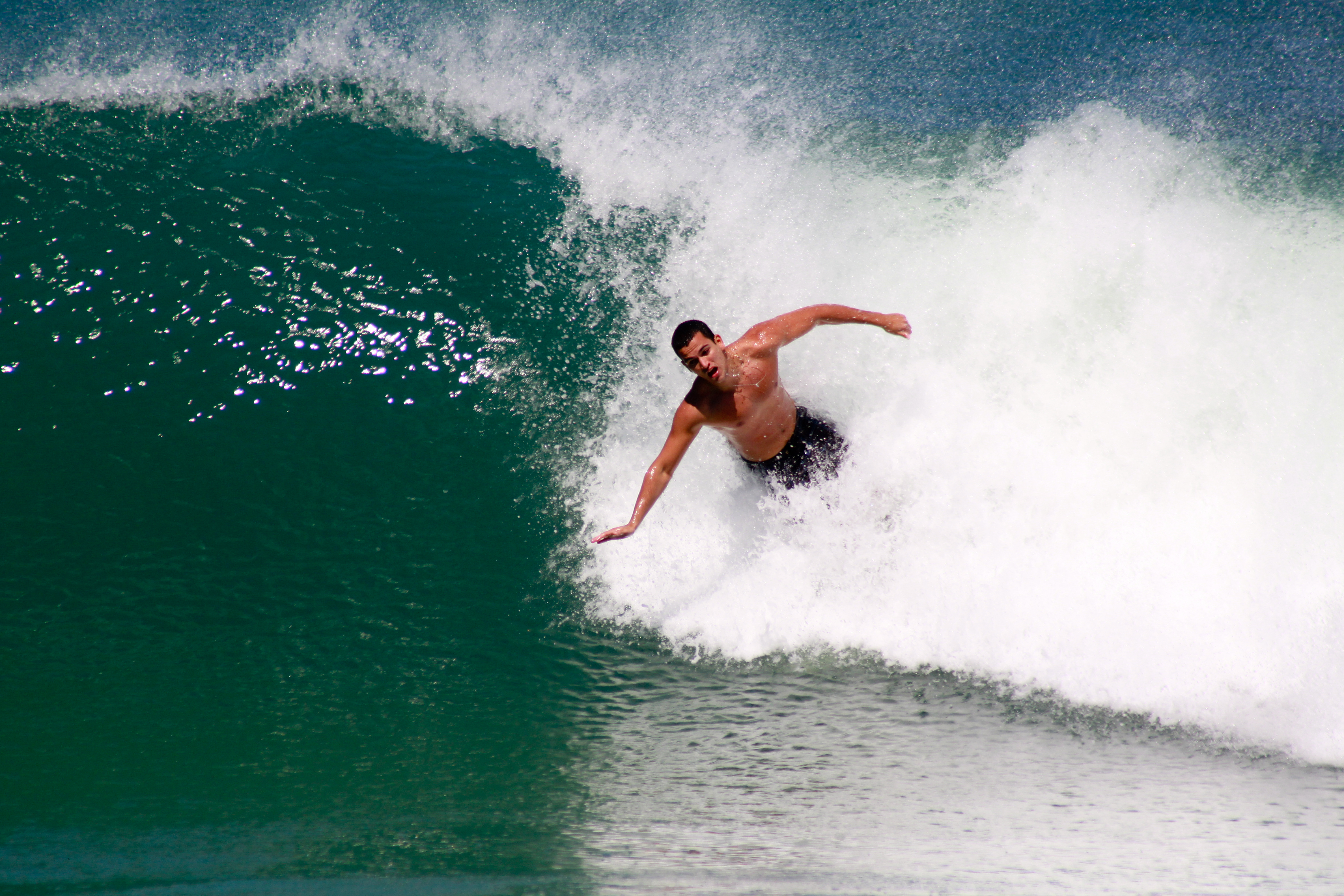
پرت شدن از تخته

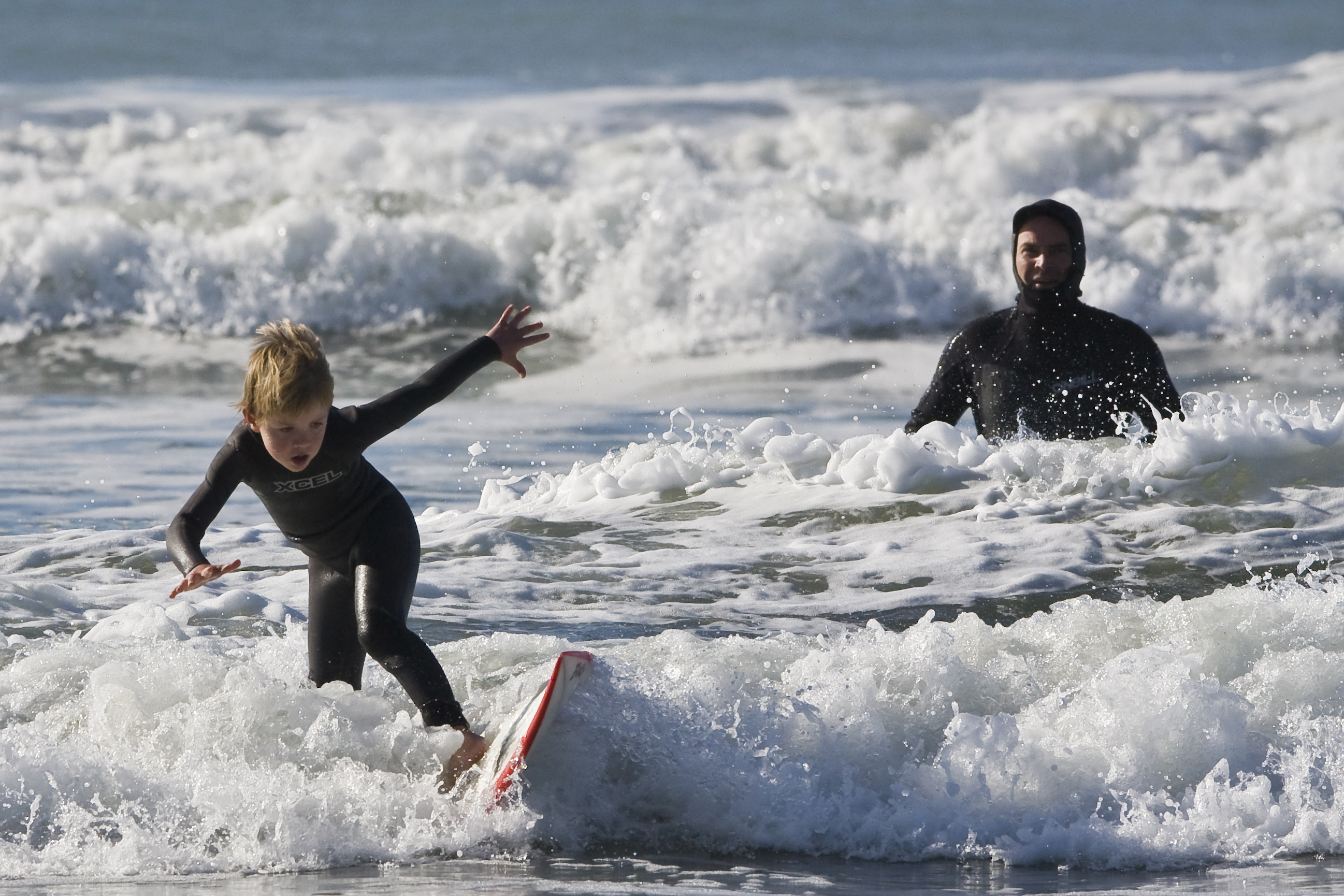
موج‌سوار جوان روی تخته با پدرش که تماشا می‌کند.

- Air/Aerial: (هوایی) سواری کوتاه برد به هوا بالای موج، فرود به عقب بر روی موج، و ادامه سواری
- Backing out: (عقب کشیدن) به جای ادامه دادن به موجی که می‌توانست گرفتار شود، عقب می‌کشد.
- Bail: (به چاک زدن) برای جلوگیری از پرت شدن از تخته از روی تخته پایین بیایید.
- Bottom turn: (چرخش کف) اولین چرخش در پایین موج
- Carve: (حکاکی) چرخش (اغلب برجسته)
- Caught inside: (داخل افتادن) هنگامی که یک موج‌سوار در حال پارو زدن است و نمی‌تواند از موج شکسته به قسمت امن‌تر اقیانوس (بیرون) برود تا موجی برای سوار شدن پیدا کند.
- Cheater five: (تقلب پنجه) به Hang-five/hang ten مراجعه کنید
- Cross-step: (قدم ضربدری) عبور یک پا از روی پای دیگر برای پایین آمدن از تخته
- Drop in: (افتادن) انداختن در موج (درگیر شدن)، اغلب به عنوان بخشی از ایستادن

"To drop in on someone": (افتادن روی یک نفر) بلند شدن روی موجی که قبلاً در حال سوار شدن است. یک تکنیک یا مانور قانونی نیست. این یک نقض جدی آداب موج سواری است.
- Drop-knee: (زانو زدن) نوعی چرخش که در آن هر دو زانو خم می‌شوند، جایی که زانو پای عقبی به تخته نزدیک‌تر از زانوی جلویی است.
- Duck dive: (شیرجه اردکی) هل دادن تخته به زیر آب، ابتدا دماغه، و شیرجه زدن زیر یک موج در حال آمدن به جای سوار شدن بر آن
- Fade: (محو شدن) در هنگام برخاستن، قبل از چرخش شدید و موج‌سواری در جهتی که موج می‌شکند، به سمت قسمت شکسته موج هدف بگیرید، مانوری برای ماندن در جالب‌ترین یا بهترین قسمت موج
- Fins-free snap (یا "fins out"): (کوبیدن بی‌باله) یک چرخش تیز که در آن باله‌های تخته موج‌سواری از بالای موج سُر می‌خورند
- Floater: (شناور) سوار شدن بر بالای قسمت شکسته موج و پایین آمدن با آن
- Goofy foot: (پای گوفی) موج‌سواری با پای چپ در پشت تخته (کمتر از پای معمولی رایج است)
- Grab the rail: (گرفتن نرده) زمانی که یک موج‌سوار نرده تخته را از موج دور می‌کند
- Hang Heels: (آویزان کردن پاشنه‌ها) رو به عقب و قرار دادن پاشنه‌های موج‌سواران روی لبه یک تخته بلند
- Hang-five/hang ten: (پنجه گذاشتن /ده‌تایی گذاشتن) قرار دادن پنج یا ده انگشت پا به ترتیب روی دماغه یک تخته بلند
- Kick-out: (تخته‌پرانی) موج‌سوار وزن بدن خود را به پشت تخته می‌اندازد و دماغه تخته موج‌سواری را به سمت بالای موج هدایت می‌کند و به موج‌سوار اجازه می‌دهد تا تخته را به عقب موج پرتاب کند
- Head dip: (شیرجه سر) موج‌سوار سعی می‌کند سر خود را در موج فروکند تا موهایش خیس شود.
- Nose ride: (سواری با دماغه) هنر مانور دادن یک تخته موج‌سواری از جلو
- Off the Top: (خارج از بالا) یک چرخش در بالای موج، یا تیز یا حکاکی
- Pop-up: (پرش) رفتن از حالت دراز کشیدن روی تخته به ایستادن، همه در یک پرش
- Pump: (پمپ) یک حرکت حکاکی بالا/پایین که در امتداد موج سرعت ایجاد می‌کند
- Re-entry: (ورود مجدد) زدن عمودی لب و ورود مجدد به موج به‌طور متوالی.
- Regular/Natural foot: (پای معمولی/طبیعی) موج‌سواری با پای راست در پشت تخته
- Rolling, Turtle Roll: (غلت زدن، غلت لاک‌پشتی) چرخاندن یک تخته بلند به سمت بالا، ابتدا دماغه و کشیدن از طریق یک موج در حال شکستن یا شکسته هنگام پارو زدن به سمت صف (غلت لاک‌پشتی جایگزینی برای شیرجه اردکی است)
- Smack the Lip /Hit the Lip: (زدن به لب) پس از انجام یک چرخش از پایین، به سمت بالا حرکت کنید تا به نوک موج یا ناحیه بالای سطح موج برخورد کنید.
- Snaking, drop in on, cut off, یا "burn": (مارپیچ، افتادن روی، قطع کردن، یا "سوزاندن") هنگامی که یک موج‌سوار که حق تقدم ندارد، موجی را از موج‌سوار دیگری می‌دزدد. با بلند شدن در مقابل کسی که به اوج نزدیک‌تر است (این نامناسب تلقی می‌شود)
- Snaking/Back-Paddling: (مارپیچ/پارو زدن به عقب) دزدیدن یک موج از موج‌سوار دیگر با پارو زدن در اطراف پشت فرد برای قرار گرفتن در بهترین موقعیت
- Snap: (چرخ‌زدن) یک چرخش سریع و تیز از بالای موج
- Soul arch: (طاق روح) قوس دادن به پشت برای نشان دادن اعتماد به نفس معمولی هنگام سوار شدن بر موج
- Stall: (کج‌ماندن) کاهش سرعت با تغییر وزن به دم تخته یا قرار دادن دست در آب. اغلب برای ماندن در لوله در طول سواری لوله استفاده می‌شود.
- Side-slip: (لیز خوردن به پهلو) حرکت به سمت پایین موج به صورت پهلو به جهت تخته
- Switchfoot: (دوپایی) توانایی مساوی برای موج‌سواری با پای معمولی یا پای گوفی (یعنی پای چپ جلو یا پای راست جلو)
- Take-off: (برخاست) شروع یک سواری
- Tandem surfing: (موج‌سواری دوتَرکه) دو نفر سوار بر یک تخته. معمولاً فرد کوچکتر روی نفر دیگر متعادل می‌شود (اغلب در بالای سر او نگه داشته می‌شود)
- Tube riding/Getting barreled: (لوله‌سواری) سواری در داخل حلقه توخالی موج

## تصادفی
- "Over the falls": (افتادن از بالا) زمانی که یک موج‌سوار از تخته می‌افتد و موج او را در یک حرکت دایره‌ای همراه با لب موج می‌مکد. همچنین به عنوان "چرخه شستشو" شناخته می‌شود، "پرتاب شدن" و "مکیده شدن"
- Wipe out: (پرت شدن) افتادن یا پرت شدن از تخته موج‌سواری هنگام سواری موج
- Rag dolled: (عروسک پارچه‌ای) هنگامی که زیر آب هستید، قدرت موج می‌تواند موج‌سوار را طوری تکان دهد که انگار یک عروسک پارچه‌ای است.
- Tombstone: (سنگ قبر) زمانی که یک موج‌سوار در زیر آب نگه داشته می‌شود و سعی می‌کند از بند خود بالا برود، که باعث می‌شود تخته صاف به سمت بالا و پایین قرار گیرد.
- Pearl: (غواصی مروارید) به‌طور تصادفی دماغه تخته را به زیر آب راندن، که عموماً به سواری ختم می‌شود

## دربارهٔ افراد و رفتار
- Dilla: (دیلا) موج‌سواری که کم‌دردسر است، بدون نگرانی، نگرانی یا هیاهو، کسی که با اعتماد به نفس در متفاوت بودن یا منحصر به فرد بودن ایمن است.
- Grom/Grommet/Gremmie: (گروم) موج‌سوار جوان
- Hang loose: (آویزان) به‌طور کلی به معنای «آرام باش»، «آرام باش» یا «آرام باش» است. این پیام را می‌توان با بالا بردن دستی با انگشت شست و انگشت کوچک به بالا در حالی که انگشتان اشاره، وسط و حلقه روی کف دست تا شده‌اند، ارسال کرد، سپس مچ دست را به جلو و عقب بچرخانید، انگار که در حال خداحافظی هستید، به علامت shaka مراجعه کنید.
- Hodad: (هادد، الکی‌سوار) یک غیر موج‌سوار که وانمود به موج‌سواری می‌کند و در سواحل با موج‌سواری خوب رفت و آمد می‌کند
- Kook: (کوک، آشخور) یک موج‌سوار تازه‌کار با مهارت محدود
- Waxhead: (وکس‌هد، کله‌مومی) کسی که هر روز موج‌سواری می‌کند و به این دلیل موهایش زبر و موم‌مانند شده

## دربارهٔ تخته

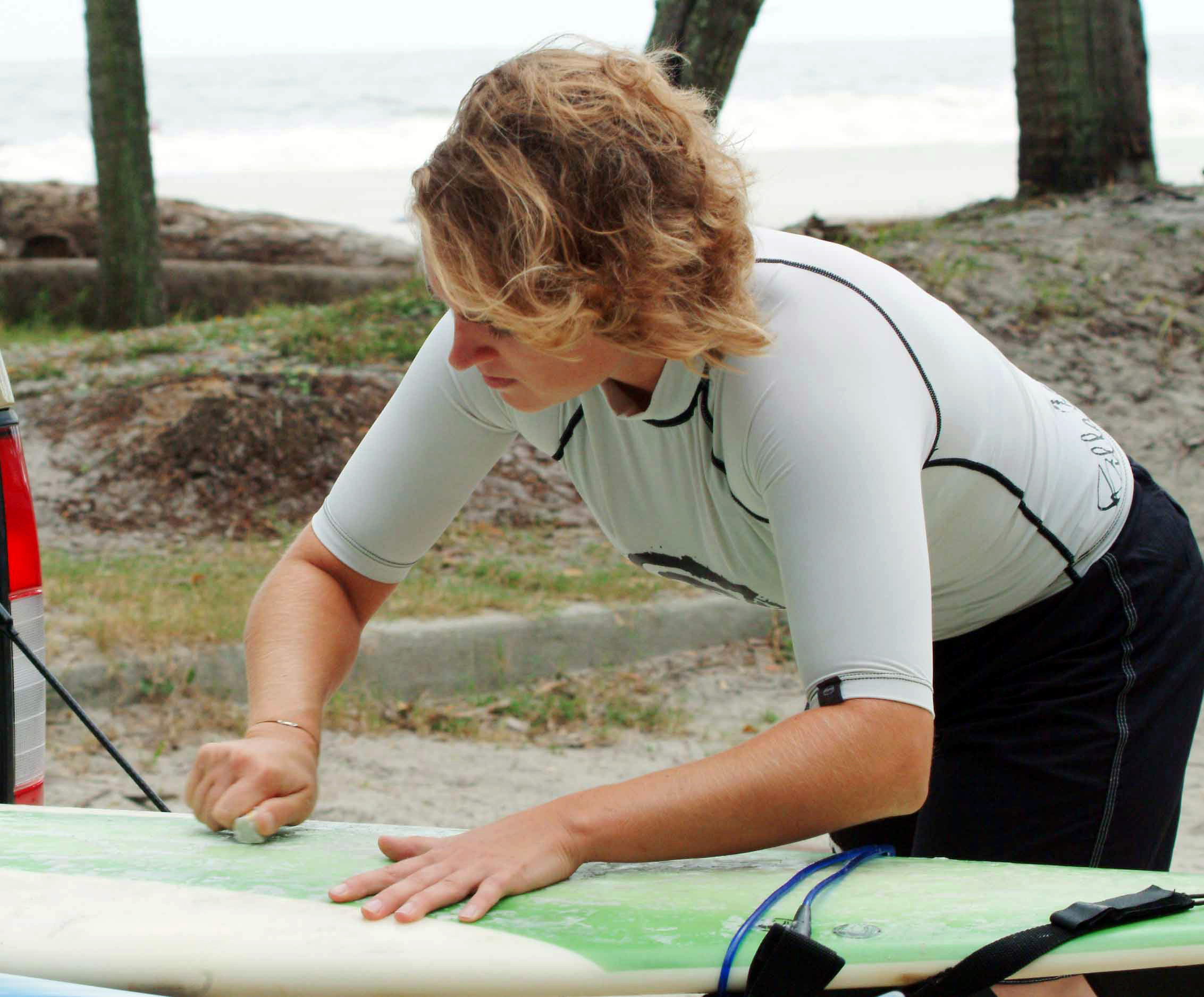
موم مالیدن به تخته موج‌سواری

- Blank: (تخته خام) بلوکی که تخته موج‌سواری از آن ساخته می‌شود
- Deck: (عرشه) سطح بالایی تخته
- Ding: (سوراخ) یک فرورفتگی یا سوراخ در سطح تخته ناشی از آسیب تصادفی
- Fin یا Fins: (باله) درج‌هایی به شکل باله در قسمت زیرین پشت تخته که امکان هدایت تخته را فراهم می‌کند.
- Leash: (بند) بندی که به پشت تخته متصل می‌شود و سر دیگر آن به دور مچ پای موج‌سوار می‌پیچد.
- Nose: (دماغه) نوک جلوی تخته
- Quiver: (جعبه تخته) مجموعه تخته‌های موج‌سوار برای انواع مختلف امواج
- Rails: (زه) لبه‌های کناری تخته موج‌سواری
- Rocker: (تاب) میزان مقعر بودن سطح تخته از دماغه تا دم
- Stringer: (استرینگر) خط چوبی که در مرکز تخته قرار دارد تا استحکام آن را حفظ کند و استحکام آن را افزایش دهد.
- Tail: (دم) انتهای پشتی تخته
- Wax: (موم) موم موج‌سواری که به‌طور خاص فرموله شده است و برای افزایش اصطکاک به سطح بالایی تخته اعمال می‌شود تا پاهای موج‌سوار از روی تخته لیز نخورد.
- Leggie: (لگی) یک طناب پا یا بند. طنابی که مچ پای شما را به دم تخته موج‌سواری متصل می‌کند تا هنگام پرت شدن، جدا نشود. ساخته شده از یورتان سبک‌وزن و در اندازه‌های مختلف موجود است. با ضخامت‌های ضخیم‌تر برای امواج بزرگ و نازک‌تر برای امواج کوچک.
- Thruster: (جلوبر) یک تخته موج‌سواری سه باله که در ابتدا در سال ۱۹۸۰ توسط موج‌سوار استرالیایی سایمون اندرسون اختراع شد. امروزه محبوب‌ترین طراحی باله برای تخته‌های موج‌سواری مدرن است.

## لباس

زنی با پیراهن ضد جوش زدن.

- Board shorts: (شلوارک تخته‌ای) همچنین به عنوان Baggies شناخته می‌شود.
- Pendleton jacket: (ژاکت پندلتون) توسط گروه Beach Boys رایج شد.
- Rash guard: (ضد جوش) پیراهنی که موج‌سواران را از آفتاب‌سوختگی و ساییدگی محافظت می‌کند.
- Wetsuit: (لباس غواصی) اغلب به عنوان «لاستیک» نامیده می‌شود، گاهی اوقات موج‌سواران در شرایط سرد، کلاه و چکمه‌های نئوپرن نیز می‌پوشند.